# Veseli vrtuljak
»Veseli vrtuljak« je skladba in debitantski single glasbene skupine Bele vrane. Single je bil izdan leta 1969 pri založbi Jugoton. 
S skladbo »Veseli vrtuljak« je skupina nastopila na Zagrebškem festivalu leta 1969, s skladbo »Godišnjica« pa je skupina nastopila na festivalu Vaš šlager sezone 1969.

## Seznam skladb
| A stran | A stran                                                       | A stran |
| Št.     | Naslov                                                        | Dolžina |
| ------- | ------------------------------------------------------------- | ------- |
| 1.      | „Veseli vrtuljak‟ (Josip Kaller/Julije Perossi/Jure Robežnik) | 3:05    |

| B stran | B stran                                                                | B stran |
| Št.     | Naslov                                                                 | Dolžina |
| ------- | ---------------------------------------------------------------------- | ------- |
| 1.      | „Godišnjica‟ (Alex Spyropoulos, Patrick Campbell-Lyons, Jure Robežnik) | 3:22    |

## Zasedba
- Festivalski zabavni orkestar Zagreb, dirigent Ferdo Pomykalo - A
- Zabavni orkestar RTV Sarajevo, dirigent Radivoje Spasić - B